# Флаг Огайо
Флаг Ога́йо (англ. The Flag of the State of Ohio) — один из государственных символов американского штата Огайо.
Флаг Огайо — единственный из флагов штатов США, имеющий непрямоугольную форму. Для него разработаны правила надлежащего свёртывания для сохранения. Флаг был официально утверждён в 1902 году.

## Описание флага
Большой синий треугольник символизирует холмы и долины Огайо, а полосы — дороги и реки. Три красных и две белых полоски также означают, что Огайо — один из пяти штатов, образующих Старый Северо-Запад (Огайо, Мичиган, Индиана, Иллинойс и Висконсин). 17 звёзд символизируют, что Огайо был 17-м штатом, присоединившимся к союзу. 13 звёзд слева, сверху и снизу — 13 первоначальных штатов США. Белый круг с красным или синим центром изображает не только первую букву названия штата, но и прозвище штата «штат конского каштана» (англ. Buckeye).